# О’Нил, Роберт
Роберт Джеймс О’Нил (англ. Robert J. O'Neill; род. 10 апреля 1976 года) — бывший «морской котик» ВМС США и писатель. Участвовал в операции «Копьё Нептуна» в мае 2011 года в составе 6-го отряда SEAL и утверждает, что он убил Усаму бен Ладена. Также является спецназом. 

## Биография
29 января 1996 года записался на службу и в том же году вступил в ряды «морских котиков». За время службы О’Нил получил две Серебряные звезды, четыре Бронзовые звезды, «Похвальную медаль» (с литерой «V»), три президентские благодарности, а также две «Похвальные медали» ВМС и морской пехоты (с литерой «V»).

### Убийство Усамы бен Ладена
В анонимном интервью, данном в феврале 2013 года, О’Нил заявил изданию Esquire, что он убил Усаму бен Ладена во время операции «Копьё Нептуна» в мае 2011 года. В конце 2014 года, в преддверии публикаций Fox News и The Washington Post на ту же тему, имя О’Нила стало известно от других бывших спецназовцев, которые протестовали против нарушения им «кодекса молчания, запрещающего им публично признавать заслуги в своих действиях». О’Нил утверждал, что он и еще один неназванный член 6-го отряда SEAL загнали бен Ладена в угол, и после того, как другой «морской котик» выстрелил и промахнулся, О’Нил убил лидера террористов выстрелом в голову.
Сослуживец О’Нила Мэтт Биссоннетт в книге «Нелёгкий день» утверждает, что на самом деле смертельные выстрелы произвёл неназванный наводчик. Согласно интервью бывшего члена команды 6-го отряда SEAL, опубликованному в The Intercept, когда О’Нил подошел к бен Ладену, тот уже «истекал кровью на полу, возможно, уже мёртвый». По словам другого «морского котика», О’Нил просто подошел к неподвижному лидеру «Аль-Каиды» и дважды выстрелил ему в голову. The Intercept утверждает, что в рассказах О’Нила и Биссоннетта об этой миссии «содержится множество ложных сведений».
По состоянию на август 2020 года федеральное правительство США не подтвердило и не опровергло заявления О’Нила. Контр-адмирал Брайан Л. Лоузи и капитан-лейтенант Майкл Магараци призвали всех «морских котиков» соблюдать кодекс молчания, заявив: "В основе военно-морского спецназа лежит этика «морских котиков» […] Важнейший постулат нашей этики — «Я не афиширую характер своей работы и не ищу признания своих действий».